# Еміль Шарват
Еміль Шарват (фр. Émile Scharwath, 20 липня 1904, Страсбург — 5 жовтня 1980) — французький футболіст, що грав на позиції півзахисника, зокрема за «Страсбур» та «Ренн», а також за національну збірну Франції.

## Клубна кар'єра
У дорослому футболі дебютував 1924 року виступами за команду «Страсбур», в якій провів вісім сезонів. 
Згодом з 1932 по 1938 рік грав за«Расінг» (Париж), «Страсбур» та «Ексельсіор» (Рубе).
Своєю грою за останню команду привернув увагу представників тренерського штабу клубу «Ренн», до складу якого приєднався 1938 року. Грав за команду з Ренна до 1943 року. Протягом 1941–1942 років був її граючим тренером.

## Виступи за збірну
1923 року дебютував в офіційних матчах у складі національної збірної Франції. Залучався до її лав до 1934 року, взявши за цей період участь лише у 8 матчах.